# Haplobasidion thalictri
Haplobasidion thalictri är en svampart som beskrevs av Erikss. 1889. Haplobasidion thalictri ingår i släktet Haplobasidion, divisionen sporsäcksvampar och riket svampar.   Inga underarter finns listade i Catalogue of Life.